# Kopflache am Friesenheimer Altrhein
Kopflache am Friesenheimer Altrhein ist ein Naturschutzgebiet in Mannheim.
Es hat eine Größe von 21 Hektar und befindet sich im Nordwesten Mannheims. Es verläuft am östlichen Ufer des Rheins und nordöstlich des Altrheins des Mannheimer Hafens und gehört zum nördlichen Teil des Oberrheintieflandes. Die Kopflache ist Teil eines Biotopverbundsystems, direkt nördlich schließt sich das Naturschutzgebiet Ballauf-Wilhelmswörth an. Das Naturschutzgebiet unterteilt sich in zwei Gebiete. Das niedrigere Feuchtgebiet mit Auwald, Schilf-Röhricht und Seggenried wird regelmäßig überflutet. Es bietet Lebensraum für den Teichrohrsänger, mehrere Libellenarten und Watvögel. Der nordöstliche Bereich ist eine ehemalige Aufschüttungsfläche mit Ruderalvegetation, die Schmetterlingen und Vögeln als Nahrungsbiotop dient. Dieses Gebiet wurde Oktober 1980 von der Aktionsgemeinschaft Natur und Umweltschutz Baden-Württemberg e. V. unter Federführung der BUND Mitglieder Jürgen Herrmann und Peter Friedrich als Naturschutzgebiet beantragt. Zur Sicherung und Erhaltung der naturnahen Landschaft in unmittelbarer Nähe einer stark beanspruchten Kulturlandschaft wurde das Naturschutzgebiet 1988 ausgewiesen.